# Moricandia
Moricandia é um género botânico pertencente à família Brassicaceae.